# Свидетели на Манве
Свидетелите на Манве саизмислени персонажи описани в книгата „Силмарилион“, на британския автор Дж. Р. Р. Толкин. Той ги описва, като големи, величествени орли обитаващи остров Нуменор. Избира орлите, понеже са символ на величие и са „царете на въздуха“, а във фолклора на всички народи небето и вообще високото е символ на нещо свято, чисто и възвишено.

## Описание
Свидетели на Манве се наричат трите орли, които пазят Върхът на Менелтарма в Нуменор, свещеното място за жителите. Нуменорците вярвали, че Манве изпраща могъщите птици от Аман да бдят над Свещената планина и цял Нуменор, и затова ги наричали „Свидетели на Манве“.
По времето на Трите молитви, които отправял кралят три пъти годишно, орлите се реели над събралите се хора.